# Caleppio
Caleppio is een plaats (frazione) in de Italiaanse gemeente Settala.

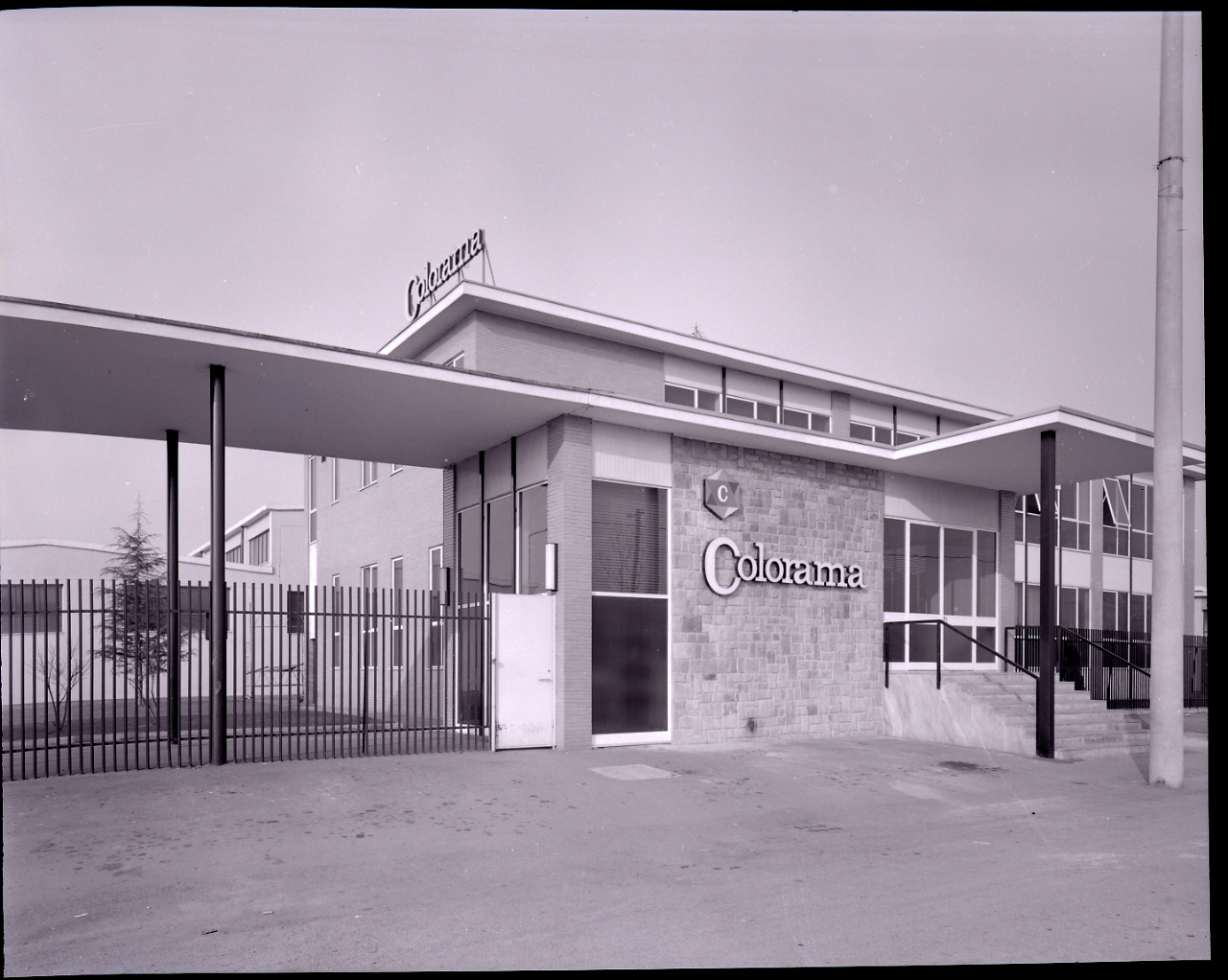
Industriële installaties in Caleppio di Settala. Photo Paolo Monti, 1967